# Margot Kidder

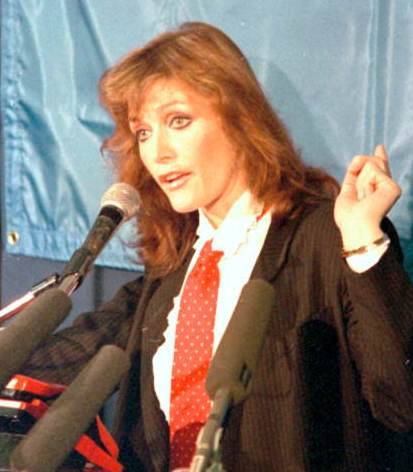
Margot Kidder (1988)

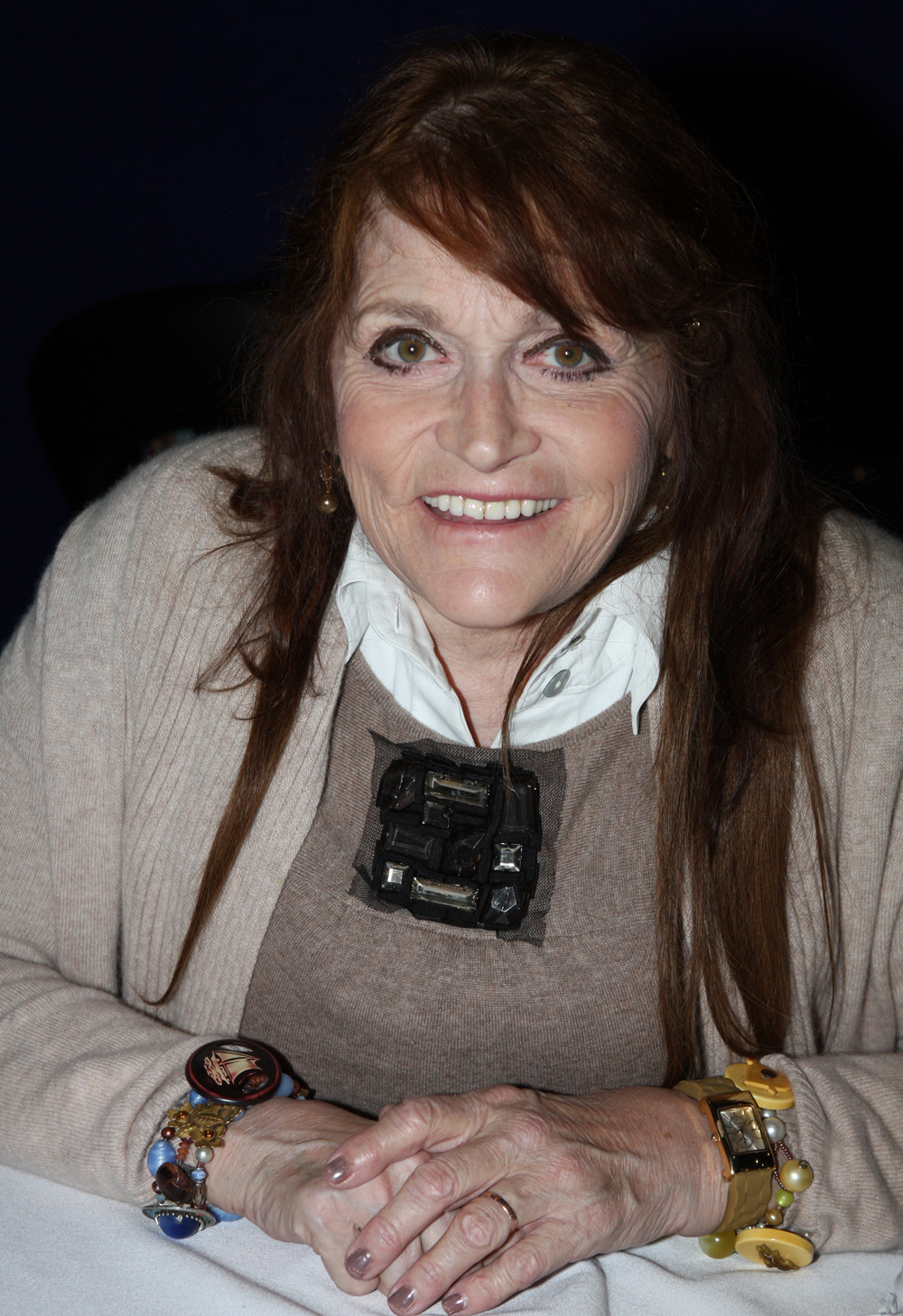
Margot Kidder (2013)

Margot Kidder, właśc. Margaret Ruth Kidder (ur. 17 października 1948 w Yellowknife, zm. 13 maja 2018 w Livingston) – kanadyjsko–amerykańska aktorka, producentka filmowa i aktywistka.
Odtwórczyni roli Lois Lane w filmie Richarda Donnera Superman (1978), za którą otrzymała Nagrodę Saturna w kategorii najlepsza aktorka drugoplanowa, oraz trzech sequelach: Richarda Lestera – Superman II (1981) i Superman III (1983) oraz Superman IV (Superman IV: The Quest for Peace, 1987) Sidneya J. Furiego.

## Życiorys
Urodziła się w Yellowknife, na Terytoriach Północno-Zachodnich jako jedno z pięciorga dzieci Jocelyn Mary "Jill" (z domu Wilson), nauczycielki historii, i Isaaca Platta Kendalla Kiddera, inżyniera górnictwa, pochodzącego z Nowego Meksyku. Dorastała z siostrą Annie i trzema braćmi – Johnem, Michaelem i Peterem. Uczęszczała do szkoły średniej w Vancouver i Havergal College w Toronto.
Swoją ekranową przygodę zapoczątkowała w 1969 roku gościnnym udziałem w kanadyjskich serialach: Wojeck, Przygody w tęczowym miasteczku (Adventures in Rainbow Country), McQueen jako młoda dziennikarka Jenny i Corwin. Po kinowym debiucie w amerykańskiej komedii Ale zabawa (Gaily, Gaily, 1969) i komedii romantycznej Lubiący się bawić (Quackser Fortune Has a Cousin in the Bronx, 1970) u boku Gene’a Wildera, pojawiła się w seryjnym westernie NBC Nichols (1971, 1972) i serialu ABC Harry O (1973) z Martinem Sheenem i Cheryl Ladd.
Zwróciła na siebie uwagę podwójną rolą bliźniaczek w dreszczowcu psychologicznym Briana de Palmy Siostry (Sisters, 1973). Rola Barbie Coard w kanadyjskim dreszczowcu Czarne święta (Black Christmas, 1974) i podwójna rola sióstr Brigit i Thelmy w dramacie Spokojny dzień w Belfaście (A Quiet Day in Belfast, 1974) przyniosła jej kanadyjską nagrodę Etrog. W marcu 1975 jej zdjęcia w negliżu ukazały się na łamach miesięcznika dla panów „Playboy”. Przełomem w karierze stała się kreacja reporterki Lois Lane, ukochanej Supermana (Christopher Reeve) w Supermanie (1978). Była gościem programu rozrywkowego sieci telewizyjnej NBC Saturday Night Live (1979).
Zagrała w dramacie George’a Roya Hilla Wielki Waldo Pepper (The Great Waldo Pepper, 1975) z Robertem Redfordem i Susan Sarandon, filmie Amityville Horror (1979) u boku Jamesa Brolina, komediodramacie Willie i Phil (Willie and Phil, 1980) z Michaelem Ontkeanem, komediodramacie wojennym Jakiś poczciwy bohater (Some Kind of Hero, 1982) u boku Richarda Pryora oraz telewizyjnej adaptacji sztuki George’a Bernarda Shawa Pigmalion (1983) z Peterem O’Toole. Za rolę Rity Harris w komediodramacie Niepokój serca (Heartaches, 1981) została uhonorowana Nagrodą Genie. W telewizyjnym dreszczowcu CBS Dowód rzeczowy (Body of Evidence, 1988) z udziałem Barry’ego Bostwicka wcieliła się w postać pielęgniarki, która odkrywa spore nieprawidłowości w badanych przez męża-patologa zwłokach.
Była na okładkach magazynów takich jak „High Society” (w styczniu 1980), „Rolling Stone” (9 lipca 1981), „People” (24 sierpnia 1981), „Playgirl” (w listopadzie 1982) z Timem Mathesonem i hiszpańskiej edycji miesięcznika „Playboy” (w październiku 1987).
W 1995 wystąpiła w Playhouse Theatre w Wilmington w Delaware w roli Stieglitz Loves O’Keeffe w sztuce Wielki amerykański romans. W 1999 trafiła na scenę off-broadwayowską w sztuce Eve Ensler Monologi waginy.
Pojawiła się także w serialu CBS Dotyk anioła (Touched by an Angel, 1998), telewizyjnych dramatach LGBT Wspólny mianownik (Common Ground, 2000) z Brittany Murphy i Jasonem Priestleyem oraz Morderstwo po drugiej stronie (On the Other Hand, Death, 2008) z Chadem Allenem, w serialu The CW Tajemnice Smallville (Smallville, 2004) i ABC Bracia i siostry (Brothers and Sisters, 2007).

## Życie prywatne
Romansowała z Tomem Mankiewiczem, Brianem De Palmą, Tomem Haydenem, Stevenem Spielbergiem (1974), Michaelem Ontkeanem (1980), Richardem Pryorem (1982) i premierem Kanady Pierre’em Trudeau (1983).
Była trzykrotnie mężatką. 2 sierpnia 1976 zawarła związek małżeński z amerykańskim scenarzystą teatralnym Thomasem McGuane, z którym miała córkę Maggie (ur. 28 października 1975). 21 lipca 1977 doszło do rozwodu. 25 sierpnia 1979 wyszła za mąż za aktora Johna Hearda, z którym się rozwiodła 26 grudnia 1980. 6 sierpnia 1983 poślubiła francuskiego reżysera Philippe de Brocę, rozwiedli się 14 listopada 1985.
W 1990 przeżyła wypadek samochodowy, dwa lata później miała problemy finansowe. W 1996 ujawniła się u niej choroba afektywna dwubiegunowa.
17 sierpnia 2005 została obywatelką Stanów Zjednoczonych w Butte, w stanie Montana, niedaleko Livingston.
Zmarła 13 maja 2018 w swoim domu w Livingston w stanie Montana w wieku 69 lat.

## Filmografia

### Filmy fabularne
- 1969: Ale zabawa (Gaily, Gaily) jako Adeline
- 1970: Lubiący się bawić (Quackser Fortune Has a Cousin in the Bronx) jako Zazel
- 1973: Siostry (Sisters) jako Danielle Breton / Dominique Blanchion
- 1974: Czarne święta (Black Christmas) jako Barbara 'Barb' Coard
- 1974: Spokojny dzień w Belfaście (A Quiet Day in Belfast) jako Brigit Slattery/Thelma Slattery
- 1975: Wielki Waldo Pepper (The Great Waldo Pepper) jako Maude
- 1978: Superman jako Lois Lane
- 1979: Amityville Horror jako Kathy Lutz
- 1980: Willie i Phil (Willie and Phil) jako Jeannette Sutherland
- 1981: Superman II jako Lois Lane
- 1982: Jakiś poczciwy bohater (Some Kind of Hero) jako Toni Donovan
- 1983: Superman III jako Lois Lane
- 1983: Pigmalion (TV) jako Eliza Doolittle
- 1985: Maleńki skarb (Little Treasure) jako Margo
- 1987: Superman IV (Superman IV: The Quest for Peace) jako Lois Lane
- 1988: Dowód rzeczowy (Body of Evidence, TV) jako Carol Dwyer
- 1991: Tylko samotni (Delirious) jako kobieta w toalecie
- 1992: Złapać mordercę (To Catch a Killer, TV) jako Rachel Grayson
- 1994: Maverick jako Margret Mary
- 2000: Tribulation (Apocalypse III: Tribulation) jako Eileen
- 2000: Wspólny mianownik (Common Ground, TV) jako pani Nelson
- 2008: Morderstwo po drugiej stronie (On the Other Hand, Death, TV) jako Dorothy
- 2009: Spóźniony gość (Something Evil Comes, TV) jako Claudia Brecher

### Seriale TV
- 1969: Wojeck
- 1969: Przygody w tęczowym miasteczku (Adventures in Rainbow Country) jako dr Janet Rhodes / Sportscar Driver
- 1969: McQueen jako Jenny
- 1969: Corwin jako Denny
- 1971–1972: Nichols jako Ruth
- 1972: Banacek jako Linda Carsini
- 1973: Harry O jako Helen
- 1973: Barnaby Jones jako Lori Wright
- 1979: Saturday Night Live w roli samej siebie
- 1993: Napisała: Morderstwo (Murder, She Wrote) jako dr Ellen Holden
- 1993–1995: Kapitan Planeta i planetarianie jako Gaia (głos)
- 1998: Dotyk anioła (Touched by an Angel) jako Rita
- 1999: Nikita (La Femme Nikita) jako Roberta Wirth
- 2001: Prawo i porządek: sekcja specjalna jako Grace Mayberry
- 2001: Ziemia: Ostatnie starcie jako dr Josephine Mataros
- 2004: Tajemnice Smallville (Smallville) jako Bridgette Crosby
- 2006: Słowo na L (The L Word) jako Sandy Ziskin
- 2007: Bracia i siostry (Brothers and Sisters) jako Emily Craft